# 十方镇
十方镇，是中华人民共和国福建省龙岩市武平县下辖的一个乡镇级行政单位。

## 行政区划
十方镇下辖以下地区：
乐畲村、彭寨村、熊新村、高梧村、黎畲村、黎明村、十方村、三坊村、白土村、来福村、中和村、和平村、处明村、梅坑村、叶坑村、丘坑村、鲜南村、鲜水村和集贤村。